# Megalagrion jugorum
Megalagrion jugorum је инсект из реда Odonata. 

## Угроженост
Ова врста је наведена као изумрла, што значи да нису познати живи примерци.

## Станиште
Раније станиште врсте су била слатководна подручја. 
Врста је била присутна на подручју Хавајских острва.